# ロムジー修道院

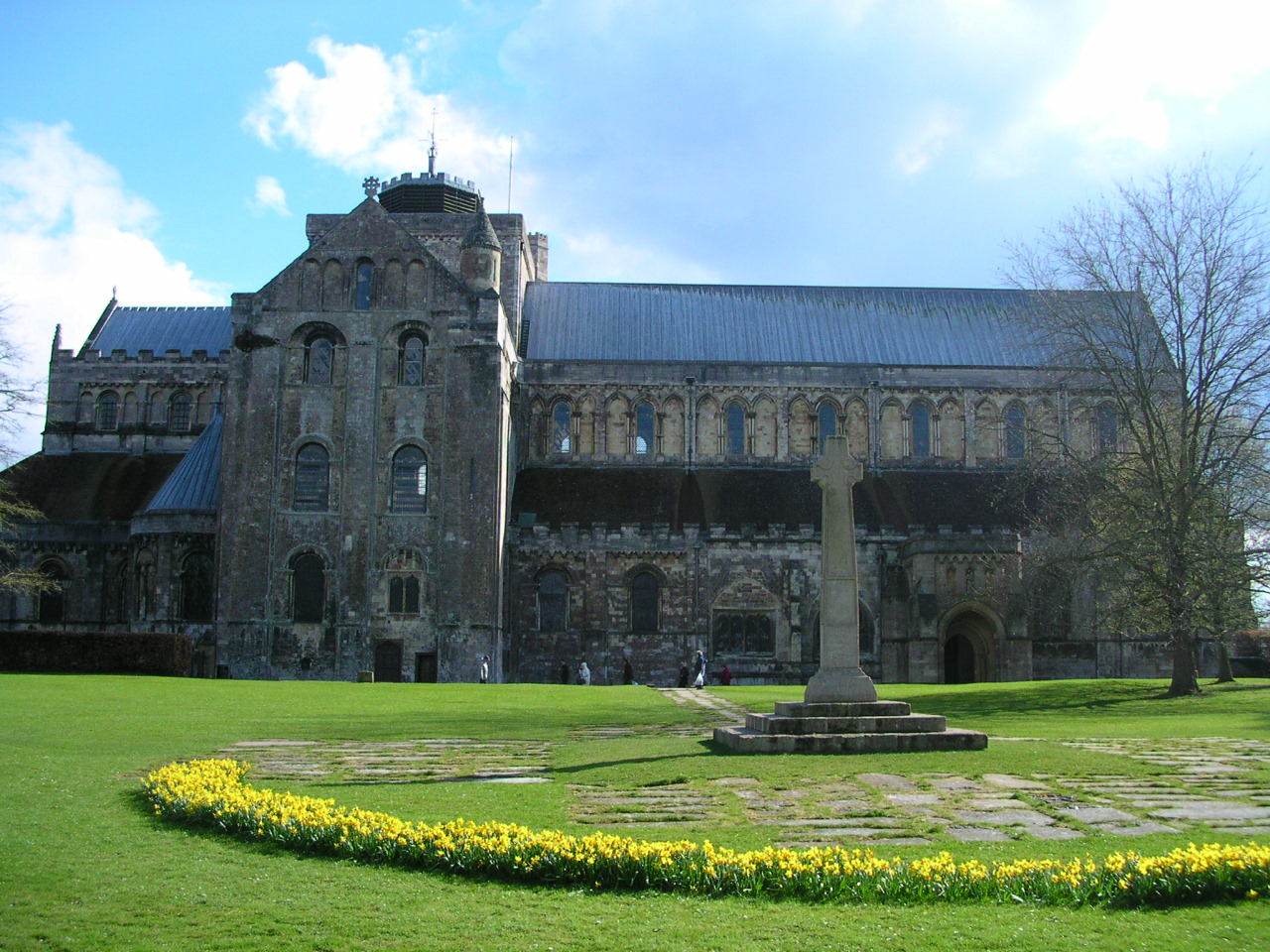
ロムジー修道院

ロムジー修道院（Romsey Abbey）は、イギリス、ハンプシャーの市場町ロムジーにあるイングランド国教会の教会である。当初の建物はベネディクト会の修道院として10世紀に建てられた。現存まで続く教会は町のシンボルであり、また女子修道院であったこの教会が同時期に設立された他の教会より財政的に恵まれていなかったため、現存していることはいっそう際立っている。

## 歴史

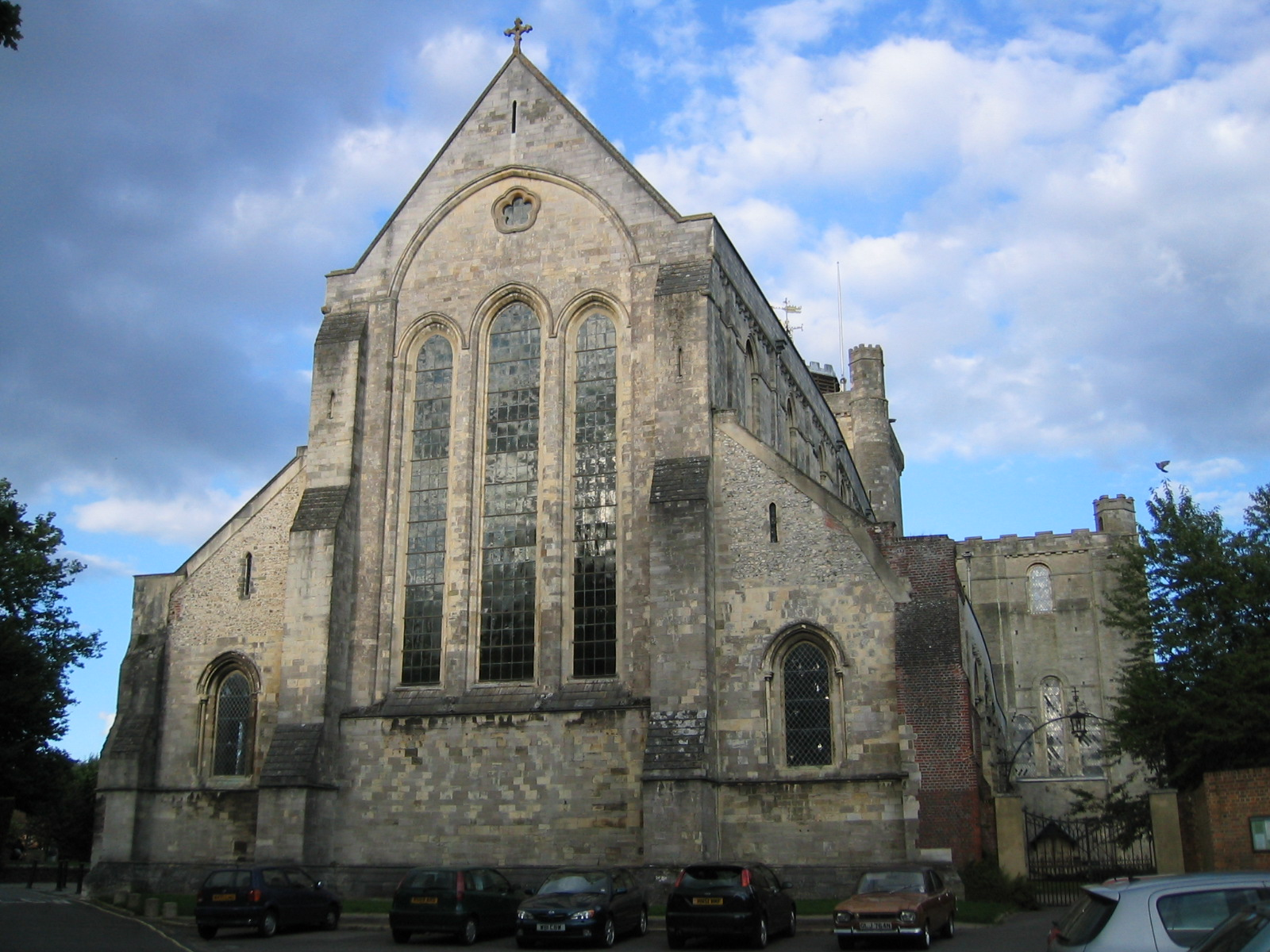
ロムジー修道院（西側）

907年に、アルフレッド大王の息子エドワード長兄王の娘エルフレーダ (Elflaeda) に率いられた修道女たちによって、「ルームズエッグ(Rūm's Eg)」、より厳密に言えば「沼地に囲まれたルームの地」に最初の修道院が建設された。後に960年頃、エドガー王によって、聖エセルフレーダ (St. Ethelflaeda) を守護聖人とするベネディクト会の女子修道院として再興された。エルフレーダは、近くに流れるテスト川の凍るような水の中に裸身で立ちながら、夜遅くまで神を讃える詩篇を唱え続けたといった行いによって聖人とされている。
修道院は発展を続け、村は作物を供給するため修道院の周辺で発展していったが、993年になってヴァイキングが村を略奪し、最初の教会を焼き払った。しかし、1000年頃に石造の教会が再建され、村もすぐに復興した。修道院は繁栄し、貴族の子供らの学問の府として有名になった。
ノルマン朝の時代、1120年から1140年の間に、もとあったサクソン人の教会の地に新しい頑丈な石造の教会が建てられ、それが今日までロムジーの中心となっている。1240年頃、修道院には100人を超す修道女が生活をしていた。
1348年から1349年にペストが町を襲うまで、修道院は発展と繁栄を続けた。それは1000人ほどいたロムジーの人口の半分を死亡させ、修道女にも8割を超える死者をだし、修道女は19人にまで減少した。このため修道院は衰退し、ヘンリー8世が制定した1539年の大修道院解散法によって解散の憂き目に遭った。
修道院自体は強制的に解散させられたものの、教会は同時代の他の宗教施設のような運命を辿らず、破壊されることはなかった。これは現在で言う聖俗の「デュアルユース」の状態になっていたためであった。教会の中に、聖ローレンスに捧げられた教会と、町の住民だけが使用していた部分の両者が含まれていたということである。
その後、1544年に町は王室から教会を100ポンドで購入し、皮肉なことに最初に住民が使用していた部分を取り壊し、聖ローレンスに捧げられた教会を存続させた。1791年に教会に8個の鐘を設置し、そのうち最も重かったテナーベルは24cwt（2400ポンド）の重量があった。鐘のうち3つは、1932年に改鋳された。現在は18世紀の仕組みを改修するために取り外され、鐘は鐘楼とは別の場所に置かれている。

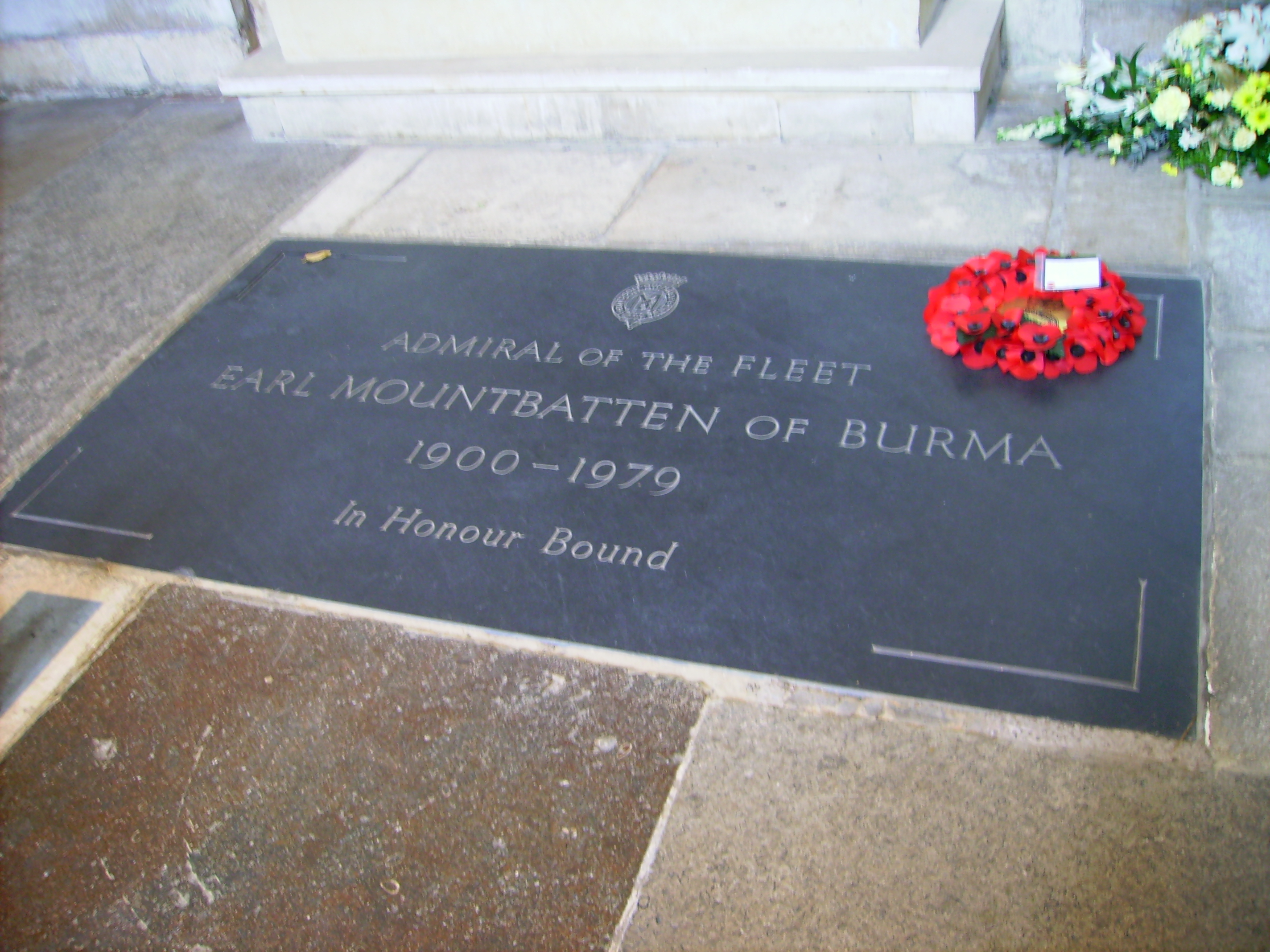
ロムジー修道院にある初代マウントバッテン伯爵の墓

教会が今日まで残っているのは、少なからず19世紀のエドワード・ライオン・ベルトン師の努力によるところが大きい。彼は、教会が在りし日の栄光の姿を取り戻すように修復を行った。教会は現在、ハンプシャーで最大教区を持つ教会として存在し、インド総督やイギリスの国防参謀総長を歴任した初代ビルマのマウントバッテン伯爵ルイス・マウントバッテンの墓を収容している。マウントバッテン伯はロムジーのブロードランズ・ハウスという屋敷に住んでおり、1947年にビルマのマウントバッテン伯爵に叙された際に併せてロムジー男爵の従属称号も授けられている。1979年8月27日、アイルランドでテロリストの爆弾に斃れ、ウエストミンスター寺院で国葬が行われた後、ロムジーに埋葬された。
いまだに繁栄し熱心な信者がいるこの教会に、2007年10月、ティム・スレッジ師が教区牧師として任ぜられた。